# Lycium californicum
Lycium californicum ist eine Pflanzenart aus der Gattung der Bocksdorne (Lycium) in der Familie der Nachtschattengewächse (Solanaceae).

## Beschreibung
Lycium californicum ist ein 0,1 bis 2 m hoher, verworren verzweigter, niederliegender oder kriechender Strauch. Seine Laubblätter sind sukkulent, 2 bis 25 mm lang und 1 bis 3 mm breit.
Die Blüten treten in zweierlei Gestalt auf und sind vierzählig. Der Kelch ist glockenförmig und flaumhaarig behaart. Die Länge der Kelchröhre beträgt 2 bis 2,5 mm, die Kelchzipfel sind etwa 1/3 so lang wie die Kelchröhre. Die Krone ist weiß bis blass purpurn gefärbt. Die Kronröhre ist 2 bis 4,5 mm lang, die Kronlappen sind in etwa genauso lang oder nur leicht kürzer.
Die Frucht ist eine eiförmige, orange-rote oder rote Beere. Jedes Fruchtblatt bildet nur einen einzigen Samen aus.
Die Chromosomenzahl beträgt 2n = 24, 36 oder 48.

## Vorkommen
Die Art ist in Nordamerika verbreitet und kommt dort in den mexikanischen Bundesstaaten Baja California, Baja California Sur, Coahuila, Sinaloa, Zacatecas, Sonora und San Luis Potosí, sowie in den amerikanischen Bundesstaaten Arizona und Kalifornien vor.

## Systematik

### Innere Systematik
Innerhalb der Art werden vier Varietäten unterschieden:
- Lycium californicum var. californicum
- Lycium californicum var. arizonicum A.Gray
- Lycium californicum var. carinatum
- Lycium californicum var. interior F.Chiang

### Äußere Systematik
Molekularbiologische Untersuchungen platzieren die Art zusammen mit Lycium nodosum und Lycium vimineum in einer deutlich unterstützten Klade, Lycium californicum bildet eine Schwesterklade zu den beiden anderen Arten.

## Nachweise

### Hauptbelege
- J.S. Miller und R.A. Levin: Lycium californicum. In: Project Lycieae